# 전홍유후설총묘
전홍유후설총묘(傳弘儒侯薛聰墓)는 대한민국 경상북도 경주시 보문동에 있는 신라의 학자 설총의 묘이다. 1999년 3월 1일 경상북도의 기념물 제130호로 지정되었다.

## 같이 보기
- 설총

## 참고 자료
- 전홍유후설총묘 - 국가유산청 국가유산포털